# Radešín
Radešín (en allemand : Radeschin) est une commune du district de Žďár nad Sázavou, dans la région de Vysočina, en République tchèque. Sa population s'élevait à 118 habitants en 2020.

## Géographie
Radešín se trouve à 8 km à l'est-sud-est d'Ostrov nad Oslavou, à 15 km au sud-est de Žďár nad Sázavou, à 33 km à l'est-nord-est de Jihlava à 137 km à l'est-sud-est de Prague.
La commune est limitée par Podolí au nord, par Bobrová à l'est, par Bobrůvka au sud et par Bohdalec à l'ouest.

## Histoire
La première mention écrite de la localité date de 1453.

## Transports
Par la route, Radešín se trouve à 11,5 km de Nové Město na Moravě, à 18 km de Žďár nad Sázavou, à 46 km de Jihlava et à 161 km de Prague.